# Francesco Buonanno
Francesco Buonanno (Solofra, 20 settembre 1858 – Solofra, 26 maggio 1940) è stato un imprenditore, dirigente d'azienda e politico italiano, esponente di primo piano dell'industria conciaria meridionale.

## Biografia

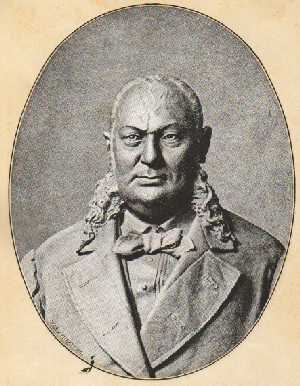
Michele Buonanno

Terzo di undici fratelli, nasce in una famiglia di lunga tradizione artigiana nella lavorazione delle pelli, tipica della zona fin dal XVI secolo per l'abbondanza di corsi d'acqua e le grandi foreste da cui si ricava in quantità praticamente illimitata il tannino, componente fondamentale del processo di conciatura. Suo nonno Gennaro ha un'attività da conciatore, probabilmente di più antica origine, che passa poi al padre Michele (1827-1888). La conciatura si svolge all'epoca con il contributo di più botteghe, cui le pelli sono affidate a seconda della fase di lavorazione. La conceria vera e propria fornisce la materia prima agli operatori specializzati nelle singole fasi della lavorazione (rasatura, taglio, rifilatura, bagno di tannino, colorazione) e provvede poi alla preparazione del prodotto finito per la vendita. I singoli bottegai possono quindi lavorare nell'ambito della propria casa, in un locale appositamente attrezzato coi soli attrezzi necessari allo scopo.

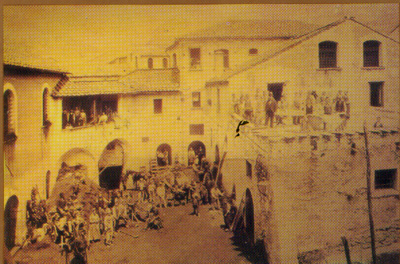
Il primo stabilimento dei Buonanno a Solofra

Michele Buonanno è uno dei tanti piccoli operatori che a mezzo di investimenti oculati riescono ad abbandonare questa lunga trafila, spesso fonte di imprevisti per la povertà di mezzi tipica del periodo, assumendo alle proprie dipendenze una o più delle figure citate, che rappresentano la parte più debole del settore nei periodi di crisi. Quando nasce Michele, nel 1858, la conceria Buonanno ha da poco assunto i suoi primi operai, si è trasformata in una piccola impresa industriale che occupa una grande costruzione nel rione Toppolo. Alla morte di Michele l'azienda passa ai suoi quattro figli maschi viventi, ma è Francesco che ne assume l'effettiva direzione anche per conto dei fratelli. La scelta è legata non solo alle sue indubbie capacità imprenditoriali ma anche, se non soprattutto, alla lunga gavetta fatta a fianco del padre fin da ragazzo.

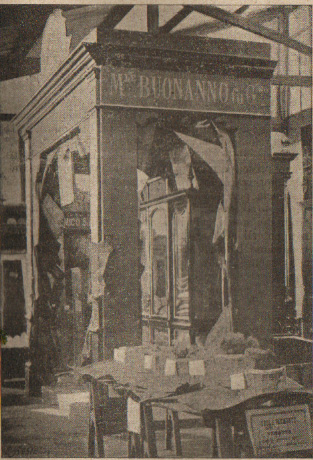
Padiglione della conceria Buonanno.

Quanto sia cresciuta l'azienda appare dalla descrizione ufficiale che ne fa l'Esposizione universale di Torino del 1889:
(Dal catalogo ufficiale dell'esposizione)

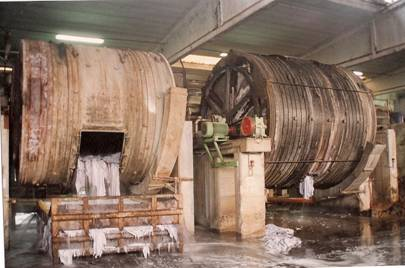
Le botti rotanti impiegate nel procedimento della conciatura al cromo.

Con la direzione di Francesco Buonanno l'impresa si trasforma da opificio artigianale in una vera e propria industria. È tra le prime a introdurre il procedimento della conciatura al cromo, ancor oggi di generale utilizzo, ma le botti rotanti sono azionate a mano da operai all'uopo impiegati. Nonostante non manchino i passi verso la modernizzazione, infatti, ancora agli inizi del '900 l'industria conciaria locale non è meccanizzata salvo la triturazione della corteccia degli alberi, effettuata da un mulino che lavora per tutti gli operatori del settore. La produzione, comunque effettuata, deve essere senz'altro di prim'ordine se la ditta può vantare una medaglia d'argento all'Esposizione generale nazionale di Palermo (1892), e una medaglia d'oro a quella Universale di Torino del 1898. Le motivazioni dei premi sottolineano che i suoi prodotti sono competitivi sul mercato internazionale (la ditta esporta in tutta Europa, soprattutto Germania e Francia) ed attirano l'interesse di quello degli Stati Uniti, dove Buonanno viene personalmente invitato a partecipare all'Esposizione universale di St. Louis del 1904.

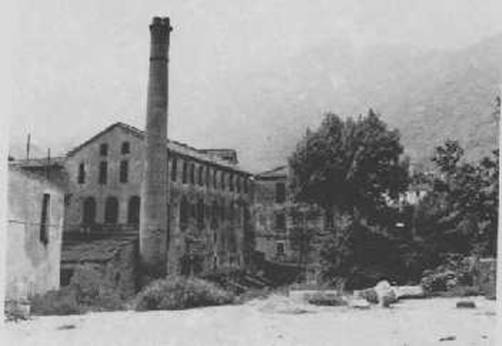
La conceria Buonanno, ancora oggi esistente e in abbandono.

La specializzazione della conciatura al cromo, tuttavia, non si presta alla produzione di pelli per suole e tomaie, ciò che comporta diversi problemi quando, nel 1915, l'Italia interviene nella prima guerra mondiale. Nonostante tenti in ogni modo di opporsi deve giocoforza adeguarsi alla produzione di scarpe per l'esercito tornando al vecchio e più costoso procedimento della concia al tannino. Le provvidenze all'uopo erogate dal ministero della guerra sono tuttavia investite in una macchina a vapore ed altri utensili provenienti da Francia e Germania (nonostante quest'ultima sia paese belligerante), col risultato che la Buonanno è la prima impresa del meridione a meccanizzare, seppure ancora in parte, la propria produzione. Grazie a questa innovazione può riprendere la conciatura al cromo per la notevole riduzione (da molte settimane a una sola giornata) del tempo di lavorazione pur continuando a fornire cuoio per le calzature, cui sono destinati gli operai distolti dall'azionamento delle botti rotanti e dalla lavorazione manuale delle pelli uscite dal bagno.

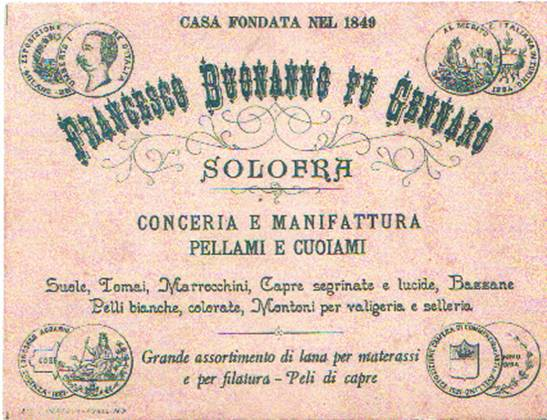
Una cartolina pubblicitaria

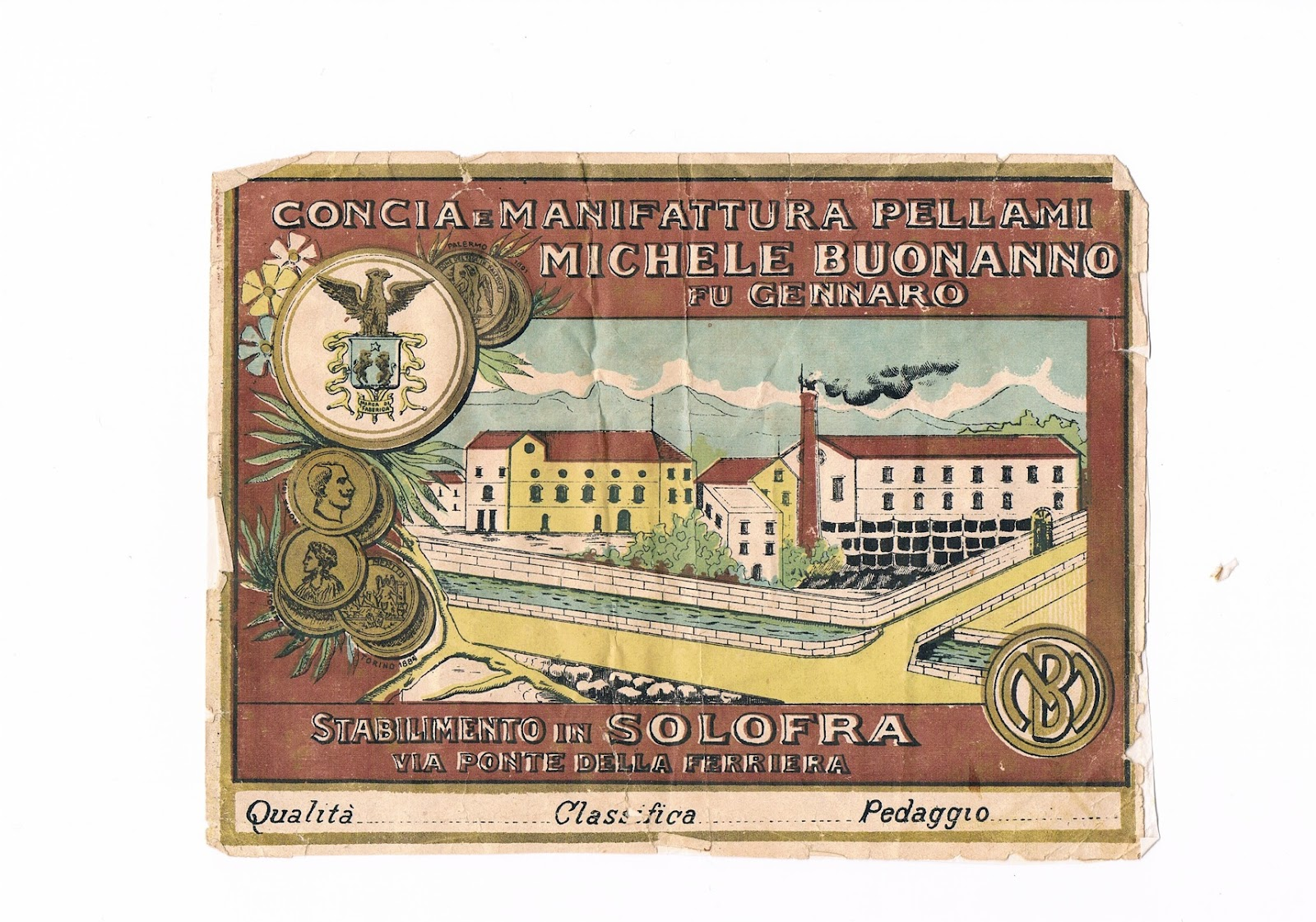
Dépliant che veniva allegato ai prodotti spediti ai clienti.

A questa maggiore potenzialità produttiva si contrappone l'aleatorietà dei rifornimenti a causa dello stato di guerra e la destinazione forzata di gran parte della produzione di pelli e lana ad usi militari, ciò che rinvia la costruzione di un vero e proprio stabilimento industriale ai primi anni venti, su una proprietà quasi attigua alla conceria originaria acquistata a prezzo di favore da altri imprenditori al momento in crisi economica.
Passata la guerra la Buonanno mantiene la sua posizione primaria nel settore. Un accertamento fiscale del 1923 quantifica in 4 000 quintali il peso delle pelli grezze lavorate annualmente e in 100 000 pezzi il numero delle fodere per scarpe fornite ad oltre 200 calzaturifici di Napoli e provincia, quasi sette volte quella precedente la meccanizzazione industriale degli impianti. Quest'ultima viene completata nel 1923. Sono lavorate soprattutto pelli di ovini e bovini provenienti dagli stabilimenti di mattazione della zona. Fino alla sua scomparsa il Buonanno mantiene l'azienda a questi livelli, dando lavoro a quasi cinquecento operai. Non avendo figli nel 1935, ormai anziano, chiama alcuni nipoti ad affiancarlo nella gestione in vista della successione.
La conceria passa quindi al nipote Amedeo che traghetta l'attività di famiglia oltre la seconda guerra mondiale. L'Amedeo purtroppo viene a mancare e dopo un periodo di fermo la conceria Buonanno è riavviata dai figli Giuseppe e Sandro.
A seguito di una sfavorevole congiuntura economica per il settore conciario, aggravata dal sisma del 1980 che danneggia fortemente le antiche strutture della stessa conceria Buonanno, le attività vengono prima ridotte per poi essere riprogettate.
Il subentro della generazione successiva sancisce la chiusura definitiva dell'attività di concia, ritenuta ormai, dopo 300 anni, fuori mercato rispetto alle evoluzioni tecnologiche del paese.
Proprio colui che porta il nome del primo imprenditore del settore, ne decreta la fine.
Gli eredi di Francesco Buonanno si dedicheranno quindi prevalentemente ad attività professionali.